# Roel van Duijn

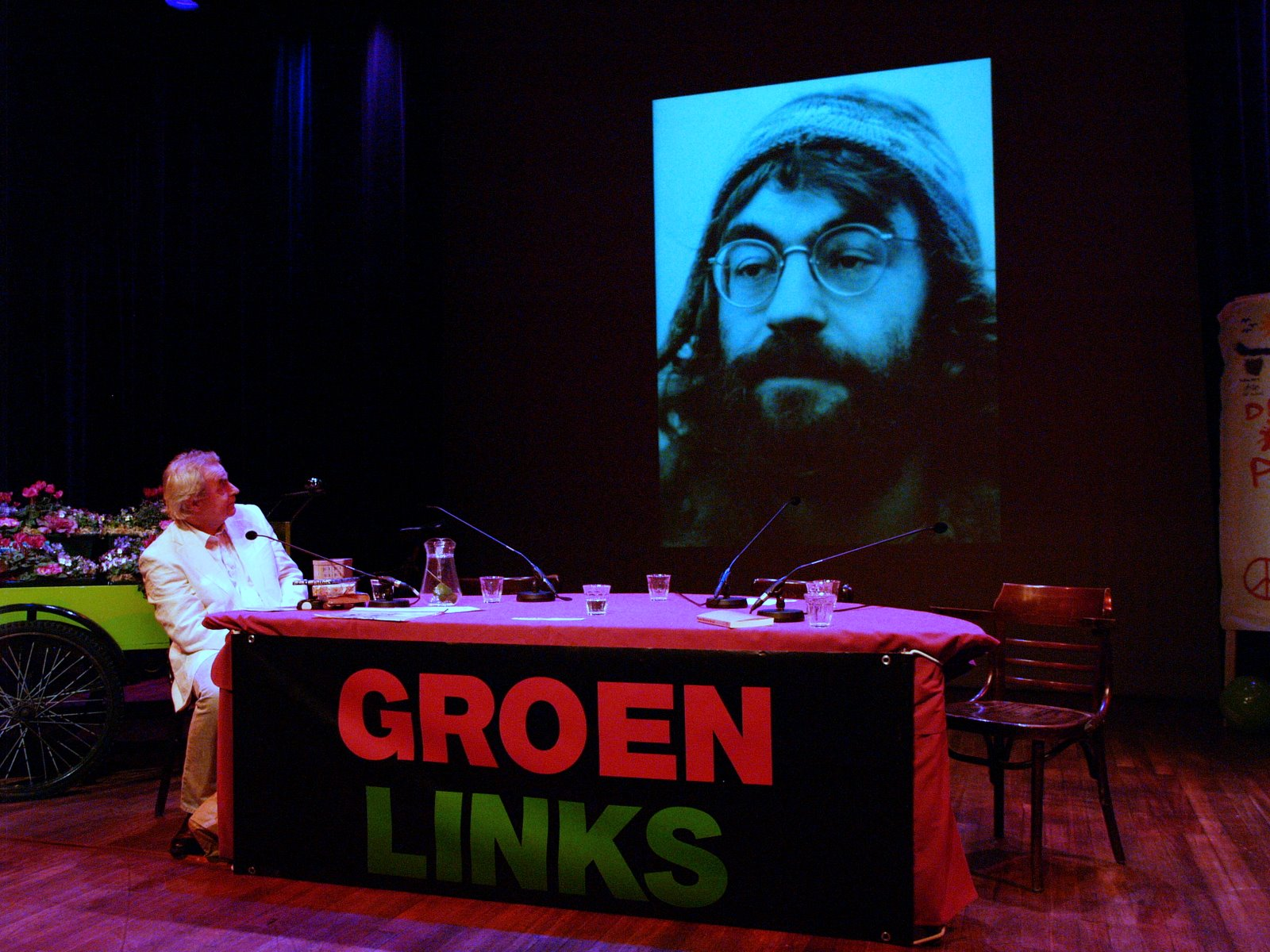
Roel van Duijn 2008, ein Foto von sich selbst aus den 1960ern betrachtend

Roeland Hugo Gerrit (Roel) van Duijn (* 20. Januar 1943 in Den Haag) ist ein ehemaliger niederländischer Politiker, politischer Aktivist, der heute als Autor und Therapeut tätig ist. Er begründete die Provo- und die Kabouter-Bewegung, außerdem war er Beigeordneter für die Politieke Partij Radikalen, Mitglied des Gemeinderats und Provinciale Staten für De Groenen sowie Stadtbezirks-Abgeordneter für die Partei GroenLinks.

## Leben
Van Duijn wurde in eine anthroposophische Familie in Den Haag geboren. Er ging zu einer Montessori-Schule und beendete seine Schullaufbahn 1963. In Den Haag war er in den 1960er Jahren in der Friedensbewegung aktiv, wo er Sit-ins gegen die Atombombe organisierte. Zu dieser Zeit arbeitete er als Redakteur bei der anarchistischen Zeitschrift De Vrije Socialist. Zusammen mit Martin Ananar, Rob Stolk und Frank Nieuenhuizen gründete Roel van Duijn im April 1965 die Provo-Bewegung, in der er bis 1967 aktiv war; auch war er maßgeblich an der Gründung der Provo-Zeitschrift beteiligt.
Nach dem Abschluss zog er 1963 nach Amsterdam und studierte Politische Wissenschaft und Geschichte. 1969 gründete er die ökologisch orientierte Kabouterbewegung. Am 17. April 1970 wurde er kurzzeitig vom rechtsradikalen Joop Baank entführt, wovon er die Polizeibehörden später nicht in Kenntnis setzte.
Für die progressive Partei Politieke Partij Radikalen (PPR) war er seit 1973 Mitglied und seit 1974 Beigeordneter im Gemeinderat. Er wies den zur Verfügung gestellten Dienstwagen zurück und ließ sich ein Dienstfahrrad zur Verfügung stellen. Am 15. Februar 1975 legten Rechtsradikale, unter ihnen Baank, eine Bombe in der im Bau befindlichen U-Bahn-Station Vensterpolder. Die Behörden verdächtigten linke Hausbesetzer der Tat, und van Duijn war der einzige lokale Beigeordnete, der sich weigerte, eine Anklageschrift gegen die Demonstranten, welche aktiv gegen den Bau der U-Bahn-Station protestierten, zu unterzeichnen. Seine Amtsperiode als Beigeordneter endete im Januar 1976. Während der Zeit in der Lokalregierung gingen einige Initiativen von ihm aus, so Erneuerbare Energie, lokales Kabelnetz und das lokale Gemeindefernsehen SALTO.
Als Biobauer gründete van Duijn einen Käsehof in Veele, Kreis Vlagtwedde, und bekam zwei Söhne, später eine Tochter. 1981 ging er zurück nach Amsterdam, seinen Hof in Veele verkaufte er 1983. Ein Jahr später kandidierte er für die Groen Progressief Akkoord (GPA), einer Kombinationsliste von PPR, Communistische Partij van Nederland (CPN) und Pazifistischer Sozialistischer Partei (PSP), für das europäische Parlament. Er bekam kein Mandat, daraufhin war er als politischer Berater Mitglied der Parlamentarischen Fraktion. Kurz darauf überwarf sich van Duijn mit der PPR, er verließ die Partei, um sich den De Groenen anzuschließen. 1989 kandidierte er auf Platz 1 auf deren Liste bei der nationalen Wahl, ohne ein Mandat zu erhalten. Für De Groenen kam er 1996 zum zweiten Mal in den Gemeinderat und 1999 in den Provinzialrat von Nordholland. 2001 trat er der Partei GroenLinks bei. Vergeblich hatte er zuvor eine Zeit lang für den Zusammenschluss von De Groenen und GroenLinks plädiert. 2006 wurde er lokales Ratsmitglied in Amsterdam Oud-Zuid.
Am 29. November 2008 beendete van Duijn seine politische Laufbahn. Nach rund vierzig Jahren aktiver Politik widmet er sich nun als Autor und Therapeut dem Thema Liebeskummer; darüber schrieb er bereits 2004 ein Buch. Auf einer besonderen Webseite können Personen mit einem „gebrochenen Herzen“ Kontakt mit ihm aufnehmen. „Vor fünf Jahren hatte ich großen Liebeskummer. Seitdem helfe ich Menschen, die Liebeskummer haben.“ (Roel van Duijn).
Seit 1962 wurde van Duijn, wie im Juli 2009 bekannt wurde, vom niederländischen Geheimdienst beschattet. R. van Duijn konnte ein Dossier mit einem Umfang von 353 Seiten einsehen, dem er entnehmen konnte, welche Informationen über ihn gesammelt wurden. Die Akten reichen bis zu seinem 19ten Lebensjahr zurück, als er bei einer Demonstration gegen die Atombombe beteiligt war.

## Werke
- Die Botschaft eines weisen Heinzelmännchens: Das politische Konzept der Kabouter. Eine Betrachtung über das philosophische Werk von Peter Kropotkin in Verbindung mit der heutigen Wahl zwischen Katastrophe und Heinzelmännchenstadt. Wuppertal: Jugenddienst-Verlag 1971 ISBN 3-7795-7112-9
- Einleitung ins provozierende Denken u. a., Oberbaumpresse, Berlin 1966 und Libertad-Verlag, Berlin 1983
- Aufruf an das internationale Provotariat. Oberbaumpresse, Linkeck-Almanach.
- Liefdesverdriet, gevolgd door Hoe word ik een ster in ldvd?, 2004. ISBN 90-290-7532-5
- Himmlers holländische Muse. Die zwei Leben der Baroness Julia Op ten Noort. Schmetterling Verlag, Stuttgart 2020. ISBN 3-89657-179-6